# The Incredible True Story
The Incredible True Story è il secondo album in studio del rapper statunitense Logic, pubblicato il 13 novembre 2015.

## Tracce
1. Contact – 2:43
2. Fade Away – 4:47
3. Upgrade – 2:53
4. White People (Scene) – 1:39
5. Like Woah – 3:52
6. Young Jesus (feat. Big Lenbo) – 3:35
7. Innermission (feat. Lucy Rose) – 4:00
8. I Am the Greatest – 3:22
9. The Cube (Scene) – 0:27
10. Lord Willin' – 3:28
11. City of Stars – 6:16
12. Stainless (feat. Dria) – 3:19
13. Babel (Scene) – 1:11
14. Paradise (feat. Jesse Boykins III) – 4:42
15. Never Been – 4:07
16. Run It – 3:20
17. Lucidity (Scene) – 0:55
18. The Incredible True Story – 6:56